# Karduniaš
| Geschiedenis van Mesopotamië |                                              |                                              |                                              |                                                                        |                                                                        |                                                                        |                                                                        |
| Prehistorisch Mesopotamië pre–3100 v. Chr. Hassunacultuur 6400-5800 Samarracultuur 5500-4800 Halafcultuur 5500-4500 Obeidcultuur 5500-4000 Urukperiode 4000-3100                              |                                              |                                              |                                              |                                                                        |                                                                        |                                                                        |                                                                        |
| Sumerië Jemdet Nasr-periode 3100-2900 Vroeg-dynastieke periode 2900-2350 Ebla 2500-2350 — Mari 2900- 1750 Akkadische Rijk 2350-2150 Guti-overheersing 2212–2120 Neo-Sumerische Rijk 2120–2004 |                                              |                                              |                                              |                                                                        |                                                                        |                                                                        |                                                                        |
| Tijd van Isin en Larsa 2004–1763 v. Chr. | Tijd van Isin en Larsa 2004–1763 v. Chr.     | Tijd van Isin en Larsa 2004–1763 v. Chr.     | Tijd van Isin en Larsa 2004–1763 v. Chr.     | Oud-Assyrische periode 2000–1756 v. Chr.                               | Oud-Assyrische periode 2000–1756 v. Chr.                               | Oud-Assyrische periode 2000–1756 v. Chr.                               | Oud-Assyrische periode 2000–1756 v. Chr.                               |
| Babylonië Oud-Babylonische Rijk 1750-1595 |                                              |                                              |                                              |                                                                        |                                                                        |                                                                        |                                                                        |
| Karduniaš 1590-1100 Midden-Babylonische Rijk | Karduniaš 1590-1100 Midden-Babylonische Rijk | Karduniaš 1590-1100 Midden-Babylonische Rijk | Karduniaš 1590-1100 Midden-Babylonische Rijk | Mitanni 15e eeuw Midden-Assyrische Rijk 1400-1200 Hanigalbat 1400-1200 | Mitanni 15e eeuw Midden-Assyrische Rijk 1400-1200 Hanigalbat 1400-1200 | Mitanni 15e eeuw Midden-Assyrische Rijk 1400-1200 Hanigalbat 1400-1200 | Mitanni 15e eeuw Midden-Assyrische Rijk 1400-1200 Hanigalbat 1400-1200 |
| Nieuw-Assyrische Rijk 900-609 |                                              |                                              |                                              |                                                                        |                                                                        |                                                                        |                                                                        |
| Nieuw-Babylonische Rijk 626-539 |                                              |                                              |                                              |                                                                        |                                                                        |                                                                        |                                                                        |
| Portaal Geschiedenis Portaal Mesopotamië |                                              |                                              |                                              |                                                                        |                                                                        |                                                                        |                                                                        |

Karduniaš of Kar(an)doeniasj is de Kassitische naam van een koninkrijk dat door de Kassieten gesticht werd, en staat derhalve ook wel bekend als het Kassitische Rijk. Eerst was Babylon de hoofdstad, maar later werd deze verplaatst naar Dur-Kurigalzu.

## Plundering van Babylon
De door Hattusilis (met voorbijgaan aan zijn eigen kinderen) aangewezen Hettitische opvolger Mursilis maakte Aleppo met de grond gelijk en deed ook Babylon vallen. In 1595 v.Chr. plunderde het Hettitische leger onder Mursilis Babylon. Mursilis keerde met kisten goud terug naar Hattusas en liet Babylon verder ongemoeid, vermoedelijk wegens interne problemen. Maar dit betekende het einde van de Hammurabi-dynastie en had een hergroepering van de politieke krachten in Klein-Azië tot gevolg. Opdringerige Hurrieten leverden toen nog geen moeilijkheden op.

## Het Kassitische rijk
De Kassieten maakten gebruik van de toestand door het sterk verzwakte Babylon in te nemen en er hun eigen koninkrijk te stichten dat ongeveer 4,5 eeuw stand hield. Hoewel ze nog lang vasthielden aan hun Kassitische namen, bleef de schrijftaal Akkadisch+Sumerisch en er is bitter weinig in het Kassitisch geschreven, een situatie te vergelijken met die van het rijk van de Franken, bijna tweeduizend jaar later. Na het aantreden van Kurigalzu I werd de hoofdstad wat naar het noorden verplaatst naar Dur-Kurigalzu, zo'n 25 kilometer ten westen van het huidige Bagdad. Dit was onderdeel van een welbewust beleid om het land meer tot een eenheid te smeden. Voorheen was het eeuwen een gebied geweest waarin stadstaten eindeloos om de hegemonie streden. Hammurabi had weliswaar een groot rijk gesticht maar op basis van onderwerping van alle steden aan één stad, Babylon. Zijn rijk was dan ook met recht een Babylonisch rijk. Zijn opvolgers kregen onvermijdelijk te maken met de wrevel van de andere steden en pogingen hun onafhankelijkheid terug te winnen. In het verre zuiden maakte het Zeeland zich al onder Hammurabi's opvolgers onafhankelijk en stichtte er een dynastie die ook een poging deden Babylon te beheersen, maar de Kassieten wisten dit snel ongedaan te maken.
De Kassieten kwamen met een naam voor het land die niets met een bepaalde stad te maken had (Karduniaš) en verplaatsten de hoofdstad naar een nieuw gestichte stad, die geen deel gehad had aan de eeuwenlange stedenstrijd. Ze voerden ook de kudurru in, een soort grenspalen, vervaardigd, niet uit gebakken klei, maar uit natuursteen, ingevoerd uit het gebergte. Hun rijk kreeg daarmee welbepaalde grenzen, ook van stukken land die aan een bepaalde persoon gegeven werden. Zij creëerden zo een landelijke adel, die niet aan een bepaalde stad gebonden was. Zij slaagden tot op grote hoogte met hun verenigingswerk en het land zou nog lang nadat de Kassieten niet meer aan de macht waren Karduniaš blijven heten. Tiglat-Pileser I en zelfs Assurnasirpal II (883-859) gebruikten de term Karduniaš nog steeds.

## Geschiedenis van Karduniaš

### Grensconflicten en huwelijken
De betrekkingen met de buurlanden Elam en Assyrië waren wisselend van aard; soms was er oorlog, soms sloot men verdragen over de gemeenschappelijke grens, soms ook trachtte men door uithuwelijking de betrekkingen te verbeteren, maar dat leidde later weer tot dynastieke verwikkelingen. Karduniaš bevond zich gedurende zijn hele bestaan in deze, soms gevaarlijke driehoeksrelatie. De geschiedenis ten aanzien van Elam is maar gedeeltelijk te reconstrueren omdat de chronologie van de koningen van Elam niet echt duidelijk is. Er is bijvoorbeeld ook een koning Untaš-napiriša en een koning Napiriša-untaš, waarvan het niet duidelijk is of het om een andere persoon gaat.
In het zuiden lag aanvankelijk nog een apart koninkrijk, dat van de eerste dynastie van het Zeeland. Rond 1450 voerde Agum III strijd tegen de Eerste dynastie van het Zeeland en onderwierp waarschijnlijk deze zuidelijke streek. Hij strekte ook zijn machtsbereik uit naar Dilmun (Bahrein), omdat daar een tablet gevonden is uit het vierde jaar van een koning Agum. Agum I (vroeg 17e eeuw) en II (rond 1570) komen daar niet echt voor in aanmerking, omdat zij respectievelijk Babylon en het Zeeland nog niet beheersten.
Aanvankelijk waren zowel Assyrië als Elam in een vrij zwakke positie. Assyrië had Mitanni als machtige buurman en verviel zelfs geruime tijd tot vazalschap van dat rijk (rond 1500). De Assyrische koningen trachtten daarom rugdekking in het zuiden te vinden. Puzur-assur III (1521-1498) van Assyrië sloot een overeenkomst met Burnaburiaš I van Karduniaš en legde de grens vast bij Samarra. Ook Assur-bel-nisheshu van Assyrië 1417-1409 sloot een grensverdrag met Karaindaš.
In de zgn. "Berlijnse brief" komt een Elamitische vorst Kidrin-Hutran I voor, waar we verder niets van weten dan dat ook hij met een Kassitische princes trouwde. Kurigalzu I huwelijkte  zijn oudste dochter uit aan de Elamitische koning uit het huis van de Igihalkiden Pahhir-Iššan. Ook diens opvolger Humban-numena trouwde met een dochter van Kurigalzu (I? II?).
De internationale betrekkingen van Karduniaš bleven zeker niet beperkt tot de twee naaste buren. Van Kadashman-enlil 1375-1360 is bekend dat hij relaties met Amenhotep III van Egypte onderhield. Dat geldt ook voor zijn opvolger Burnaburiaš II, bekend uit de Amarna-brieven gevonden in de kortstondige Egyptische hoofdstad van de ketterse koning Echnaton. Onder Burnaburiaš II 1359-1333 en Kurigalzu II 1332-1308 was Enlil-kidinni gouverneur van Nippur en zijn 'broer' (gelijke, collega gouverneur?) Ilī-ippašra de gouverneur van Dilmun.
Met Assur-uballit I (1365-1330) wist Assyrië zich te bevrijden van de vazalschap van Mitanni. Assur-uballit opende ook diplomatieke contacten met Egypte door Echnaton een strijdwagen, twee paarden en een stuk lazuursteen te sturen. Dit was zeer tegen de zin van Burnaburiaš van Karduniaš die vond dat hij maar als vazal behandeld moest blijven en heftig protesteerde bij de Egyptische koning. Tevergeefs, want Assyrië kon volop gebruikmaken van chaos die ontstond in Syrië door het wegvallen van de Mitanni.
Assur-uballit I huwelijkte zijn dochter uit aan Burnaburiaš van Karduniaš in de hoop dat zijn kleinzoon de beide rijken kon verenigen. Toen dit niet doorging omdat deze kleinzoon vermoord werd, mengde hij zich mogelijk in de interne aangelegenheden van Karduniaš maar het is niet duidelijk wat er precies gebeurde. Mogelijk was het het die Kurigalzu II op de troon zette van Karduniaš. Kurigalzu II viel later wel zijn opvolger Enlil-nirari 1330-1320 aan maar dit eindigde opnieuw in een nieuw grensverdrag.
De zoon van de Elamitische koning Humban-numena, Untaš-napiriša had een Elamitische vader en een Kassitische moeder en trouwde zelf met een dochter van Burnaburiaš II. (1354-1328) Hij trok ten strijde tegen Karduniaš om zijn dynastieke rechten op te eisen.
Onder Kurigalzu II 1327-1303 was er sprake van een veldtocht tegen de Elamitische koning Hurba-tela, waar de bronnen in Elam over zwijgen. Kidrin-Hutran II van Elam beriep zich er in De Berlijnse brief op dat hij afstamde van Pahhir-Ishshan en de dochter van Kurigalzu I en rechtvaardigde zijn ingrijpen in Karduniaš op deze dynastieke gronden. Adad-nirari I van Assyrië (1307-1275) dwong Nazi-maruttash (1307-1282) tot een voor Assyrië gunstiger grensverdrag. De Diyala werd de grens.

### Aanvallen van twee zijden
Onder Salmanasser I van Assyrië begon Elam na vier eeuwen zwakte weer een grotere rol te spelen. Tukulti-Ninurta I 1245-1207 van Assyrië viel samen met Untash-napirisha van Elam Kashtiliash IV van Karduniaš aan. Deze tweefrontenoorlog werd de Kassieten te veel. In 1235 werd Babylon veroverd en hierdoor viel Karduniaš enige tijd onder Assyische overheersing Dit betekende het einde van de eerste Kassitische dynastie. Tukulti-Ninurta I zette  een vazal, Enlil-nadin-shumi op de Babylonische troon en dit moet in Elam zeer gedaan hebben. Hun koninklijke familie was immers nou verwant aan de Kassieten. Enlil-nadin-shumi regeerde maar 18 maanden, zijn opvolger Kadashman-Harbe ook 18 maanden en Adad-shuma-iddina mogelijk 6 jaar. In zijn tijd volgde er een Elamitische invasie onder Kidin-Hutran (of Kidin-Hudrudish). De Elamitische koning Untash-napirisha mengde zich vervolgens ook in de problemen rond de troonopvolging van Karduniaš. Hij hield een veldtocht tegen Enlil-nadin-shumi in 1219 en tegen Adad-shuma-iddina (1217-1212). Later trouwde ook hij met een Babylonische prinses, de oudste dochter van Meli-Šipak om er zo zijn aanspraken op de troon van Karduniaš nog mee te versterken.
Tegen 1216 slaagde de zoon van Kashtiliashu IV, Adad-shuma-user de troon van zijn vader weer voor zich op te eisen en regeerde zo'n 30 jaar tot 1187. Of dit met Elamitische hulp gebeurde is niet duidelijk.
Wel is duidelijk dat, waar Tukulti-Ninurta het land middels een aantal stadhouders regeerde, zijn zoon Assur-nadin-apli 1206-1203 en kleinzoon Assur-nirari III grote moeite hadden de controle over Karduniaš te behouden.
Adad-shuma-usur schreef een uitdagende en beledigende brief naar Assur-nirari III waarin hij zich de facto onafhankelijk verklaarde. Enlil-kudurri-usur werd zelfs verpletterend door Adad-shuma-user verslagen.
Met Meli-Šipak 1186-1171 begon een nieuwe Kassitische dynastie. Hij regeerde 15 jaar en zijn kleinzoon Marduk-apla-iddina 13 jaar. In Assyrië zijn er aanvankelijk dynastieke problemen. Ninurta-apil-ekur 1192-1180 trachtte de Assyrische troon vanuit Karduniaš in bezit te nemen, waar hij mogelijk in ballingschap was. Later ontving hij, eenmaal op de troon van Assyrië, geschenken van Meli-Šipak, die hem paardenspannen en tapijten stuurde volgens een recentelijk in Assur opgegraven tekst.
De strijd om de Babylonische troon werd voortgezet door de Shutrukiden vorsten van Elam. Na Marduk-apla-iddina kwam ene Zababa-iddina op de troon van Karduniaš. Hij was een Kassiet/Babyloniër zonder dynastieke verbindingen. Het kan zijn dat dit hernieuwde problemen met Elam opleverde, omdat de koninklijke familie daar zo nauw verweven was met de Kassietendynastie. Hoe de activiteiten van Assur-dan I van Assyrië hier in passen is niet duidelijk. De Assyrische koning Assur-dan trachtte eerst aanzien te verwerven in Karduniaš door de beelden van Marduk en Zanapitum terug te geven, maar later versloeg hij Karduniaš. Daarna was het Elam dat een eind aan de Kassieten maakte. Shutruk-nahhunte's zoon Kutir-nahhunte brengt uiteindelijk de laatste Kassietenkoning Enlil-nadin-ahi ten val.

### Ondergang
De Elamieten vielen het koninkrijk binnen. In 1158 v.Chr. veroverden zij onder koning Shutruk-nahhunte I (1185 – 1155) Babylon en sleepten het cultusbeeld van Marduk mee naar Susa. Hiermee kwam de Kassitische tijd ten einde. Rond 1154 v.Chr. verstiet de tweede dynastie van Isin de laatste Kassitische koning van de troon, waarna Babylonië weer een tijdperk van zelfstandigheid meemaakte; men spreekt wel van het Midden-Babylonische Rijk.